# گورستان ملی شهدای آلبانی
گورستان ملی شهدای آلبانی (آلبانیایی: Varrezat e Dëshmorëve të Kombit) بزرگ‌ترین گورستان در آلبانی است که بر روی تپه‌ای مشرف به تیرانا واقع شده است.
تندیس مادر آلبانی که در این گورستان قرار دارد، به‌طور تلویحی کشور آلبانی را به‌عنوان مادری نشان می‌دهد که از خواب ابدی کسانی که جان خود را برای او فدا کرده‌اند، محافظت می‌کند. این تندیس که از بتن ساخته شده و اثری است از مجسمه‌سازان کریستاک راما، مونتاز درامی و شعبان هادری، بر فراز یک پایهٔ ۳ متری قرار گرفته است. تندیس مادر آلبانی ۱۲ متر ارتفاع دارد و بر روی پایهٔ آن عبارت «Lavdi e perjetshme deshmoreve te Atdheut» (شکوه جاودانهٔ شهدای وطن) حک شده است.
این گورستان همچنین محل دفن رهبر سابق انور خوجه بود که قبر او بعداً تخریب شد و در یک گورستان عمومی دیگر، قبر محقرتری به او اختصاص داده شد. مدفن سابق این دیکتاتور اکنون میزبان بقایای جسد اعظم هژدری، رهبر دانشجویی در پس مبارزه با رژیم در اواخر دههٔ ۱۹۸۰ است که در سال ۱۹۹۸ در تیرانا ترور شد.
حدود ۹۰۰ پارتیزان که در طول جنگ جهانی دوم کشته شدند در این گورستان دفن شده‌اند.